# Nabila Mounib
Nabila Mounib, sinh năm 1960 tại Casablanca, là một chính trị gia người Maroc hiện đang giữ chức Tổng Bí thư của Đảng Xã hội Thống nhất (PSU). Bà là người phụ nữ đầu tiên được bầu vào đầu một đảng Maroc.

## Đầu đời
Mounib là con gái của Ahmed Mounib, một nhà ngoại giao, từng là lãnh sự Ma-rốc ở Oran trong những năm 1970, nơi bà sống một phần thời thơ ấu, tốt nghiệp trung học ở Algeria vào năm 1977. Mẹ bà, Khadija Belmekki xuất thân từ một gia đình giàu có của Fez. Sau đó, bà học tại Đại học Rabat và một thời gian ngắn tại Montpellier, nơi bà có bằng tiến sĩ về nội tiết học, sau đó bà đã được trao một vị trí giảng dạy tại Đại học Ain Chok Casablanca, nơi bà dạy môn sinh học (khoa nội tiết) kể từ đó.

## Sự nghiệp chính trị
Năm 1985, khi bà đang chuẩn bị luận án tiến sĩ ở Pháp, bà đã hoạt động trong tổ chức Thanh niên của sinh viên dân chủ, sau đó gia nhập Tổ chức tự do thông tin và biểu hiện (OLIE) và Tổ chức hành động dân chủ phổ biến (OADP), sau khi sáp nhập với các tổ chức khác của phe cánh tả, Đảng Xã hội Thống nhất.
Mounib đã liên kết với Đảng Thống nhất Xã hội Chủ nghĩa với nhiều tên gọi khác nhau từ đầu năm 2000, nhưng chỉ bắt đầu tích cực tham gia vào các phương tiện truyền thông kể từ làn sóng phản đối Mùa xuân Ả Rập năm 2011. Vào ngày 16 tháng 1 năm 2012, bà được bầu, với tư cách là ứng cử viên đơn độc cho vị trí Tổng Bí thư của đảng của bà và đã được bầu là người phụ nữ Ma-rốc đầu tiên được bầu làm người đứng đầu một đảng chính trị.

### Hoạt động động chính trị
Trong cuộc trưng cầu dân ý về hiến pháp năm 2011, bà đã kêu gọi phong trào chính trị của mình và Liên minh cánh tả dân chủ tẩy chay, nói rằng hiến pháp không dân chủ vì nó duy trì hầu hết các quyền lực trong tay người có vị trí cao nhất và không đảm bảo một sự tách biệt thực sự quyền hạn.
Trả lời câu hỏi của tạp chí Ma-rốc TelQuel vào tháng 11 năm 2012, bà nói rằng dự án ngắn hạn của bà là hợp nhất các lực lượng cánh trái thành một liên bang dân chủ tiến bộ. Vào tháng 8 năm 2013, khi vụ bê bối Daniel Galván bùng phát, bà là một trong những người đầu tiên phản ứng bằng cách công khai chỉ trích ân sủng hoàng gia và cho rằng "quyết định trao nó (ân sủng hoàng gia) cho kẻ ấu dâm Daniel Galvan là không thể chấp nhận được và nên bị thu hồi sớm nhất có thể". Trong cuộc khủng hoảng chính trị giữa Ma-rốc và Thụy Điển, sau một dự luật của Thụy Điển để công nhận Cộng hòa Sahrawi, Nabila Mounib đã chủ trì một phái đoàn Ma-rốc ở Stockholm, bao gồm các đảng cánh tả (PSU, PPS, USFP..), từ ngày 4 đến 7 tháng 11 năm 2015, với mục đích tìm ra giải pháp cho cuộc khủng hoảng. Vào tháng 1 năm 2016, đài truyền hình công cộng Thụy Điển SVT tuyên bố rằng chính phủ Thụy Điển đã từ bỏ kế hoạch công nhận Sahara độc lập.

## liên kết ngoài
- http://psu.ma/fr/ Lưu trữ ngày 15 tháng 7 năm 2015 tại Wayback Machine (Trang web chính thức bằng tiếng Pháp của Đảng Xã hội Thống nhất)